# بختت رو شماره‌گیری کن
بختت رو شماره‌گیری کن (به انگلیسی: Dial a Prayer) فیلمی محصول سال ۲۰۱۵ و به کارگردانی مگی کلی است. در این فیلم بازیگرانی همچون بریتنی اسنو، گلن هدلی، ویلیام اچ میسی، کیت فلانری و نیکول فورستر ایفای نقش کرده‌اند.